# 高橋琢也

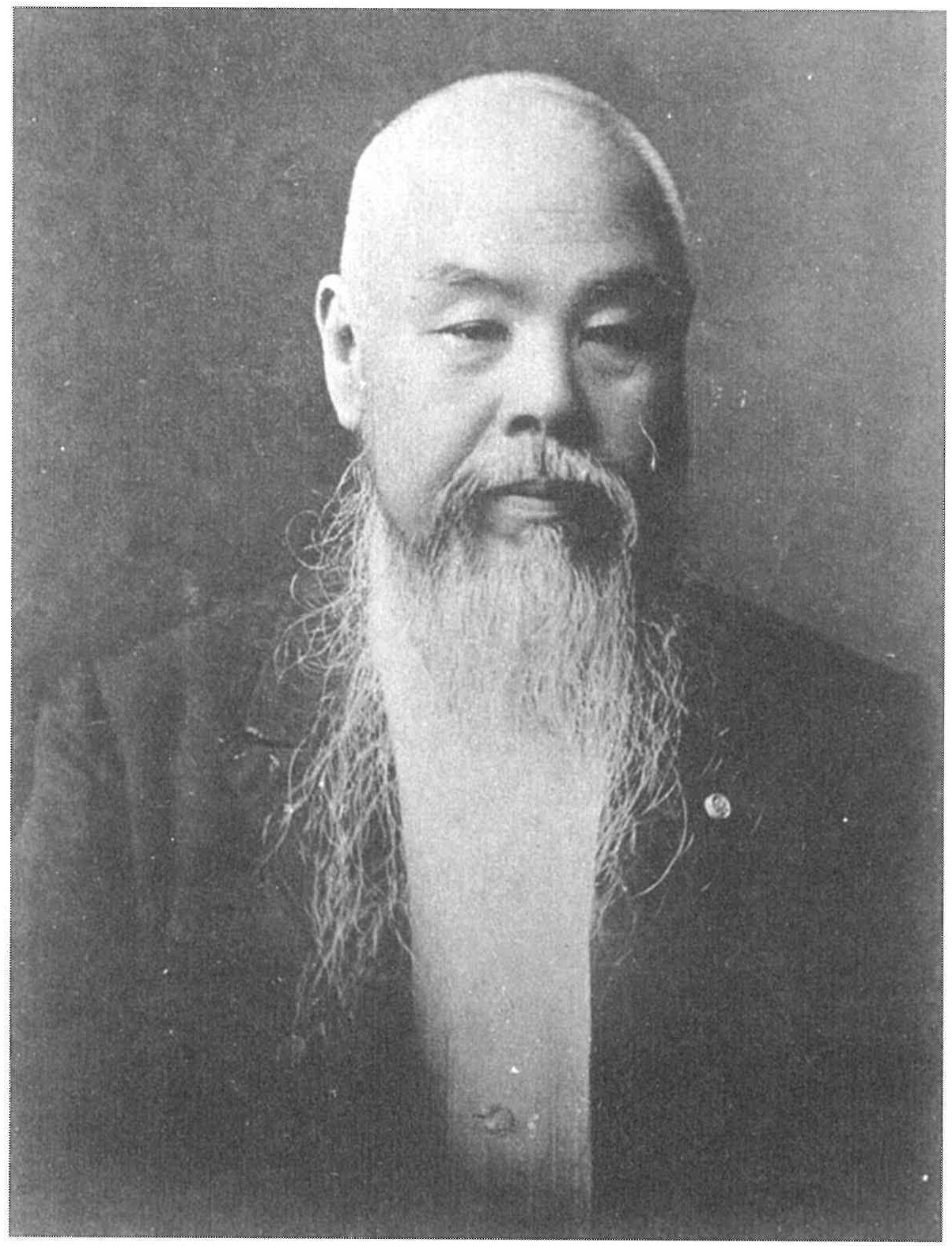
高橋琢也

高橋 琢也（たかはし たくや、弘化4年12月17日（1848年1月22日） - 昭和10年（1935年）1月20日）は、明治から昭和初期の官僚、政治家。貴族院議員。沖縄県知事（第6代）。東京医科大学創立者。広島県平民。

## 経歴

安芸国牛田村（のち広島市東区牛田）生まれ。高橋久次の長男。幼くして父母を失い祖母に育てられる。
御典医になるべく藩医の弟子になったり、大阪に出て薬屋に奉公。また按摩をする等、苦学力学して洋学を修める。1870年以来、大学南校（東京大学の前身）に勤め、その後同校教授となる。また陸軍兵学寮・参謀本部等に勤め、主に兵事関係の外国文献の翻訳にあたる。1885年、農商務省に転じ、東京農林学校教授、林務官等を経て1895年山林局長に就任、森林法の制定に精魂を傾ける。農商務大臣が榎本武揚から大隈重信に代わると大隈と折り合わず、1897年免官となる。
その後、北炭、三井物産、北海道庁の顧問を務めた後、第1次山本内閣の内務大臣・原敬に認められ1913年、沖縄県知事に抜擢された。当時すでに67歳に達しており、中央紙はこの人事を酷評した。しかしながら老体にも似ず元気。個性が強く豪腹で多弁、多策で、余暇をみては県内各地を巡回し県民の啓発に努めた。また県の振興策を政府に陳情する等、機会あるごとに要路に向かって沖縄紹介に骨を折った。このため、この頃から県政に政党色が反映されるようになった。1914年、第2次大隈内閣が成立すると、大隈に辞表を提出し休職。
1918年、長く官界にあった高橋が全私財を投じ、全国を奔走して佐藤進、森鷗外、原敬、犬養毅、高橋是清、大隈重信、渋沢栄一など医学界、政界、財界の有志から多大な支援を受け、東京医学専門学校（現・東京医科大学）が設立された。
1919年（大正8年）1月27日、原内閣で貴族院議員に勅選され、死去するまで在任した。1923年には、立川太郎や娘婿の竹下文隆らと産業組合の有限責任信用組合共同金庫を設立した（1928年に東京府知事命令により解散）。
1935年1月20日死去。86歳。医学専門学校に於いて盛大な校葬が営まれた。

## 人物像
広島で奉公していた時に主人から、『山より大きな獅子はいない（自分が大きくなるには、もっと大きな山に行くことだ）』と言われ、大阪に出る決心をしたという逸話が残る。
東京医科大学では学校の設立と運営に心血を注いだ高橋を「学祖」としている。 東京医科大学前理事長の伊東洋による著書「医学校をつくった男 高橋琢也の生涯」（中央公論事業出版）が2011年6月16日に出版された。

## 家族・親族

### 高橋家
（広島県安芸郡牛田村（現広島市東区牛田）、東京牛込余丁町（現東京都新宿区））
- 父・久次[5]（広島県平民[2]）
- 女・タミ（広島県平民、法学博士戸田海市の未亡人[4][10]）

明治8年（1875年）5月生 - 没
- 男・秀[4]

明治10年（1877年）6月生 - 没
- 女・マリ（福岡県人豊田源一郎に嫁す[4]）

明治11年（1878年）11月生 - 没
- 男・牛太郎[4]

明治12年（1879年）10月生 - 没
- 男・律人（海軍軍人）

明治13年（1880年）8月生 - 没
- 女・鶴巻（群馬県平民、法学博士中島玉吉に嫁す[4][11]）

明治20年（1887年）4月生 - 没
- 男・静人[4]

明治32年（1899年）5月生 - 没
- 女・初枝（東京府人玉橋佐重郎養子[5]）

明治21年（1888年）8月生 - 没
- 女・登喜（千葉県人寺内松太郎養子[5]）

明治23年（1890年）3月生 - 没
- 女・カナエ（山口県人竹下満蔵養子[5]。竹下文隆に嫁す[12]）

明治25年（1892年）4月生 - 没
- 女・北子（大阪府人佐々木直一に嫁す[5]）

明治36年（1903年）5月生 - 没
- 男・三七郎[4]

明治37年（1904年）12月生 - 没

## 著書
『起て(たて)沖縄男子』（1915年）、『沖縄産業十年計画評』（1916年）などがある。